# Freya longispina
Freya longispina là một loài nhện trong họ Salticidae.
Loài này thuộc chi Freya. Freya longispina được Frederick Octavius Pickard-Cambridge miêu tả năm 1901.